# 圣乔治节
圣佐治日即4月23日，是一个带有强烈宗教色彩的纪念日，主要在一些将圣佐治作为守護聖者的国家和地区间举行，包括阿尔巴尼亚、保加利亚、英国（英格兰国庆日）、埃塞俄比亚、希腊、格鲁吉亚、葡萄牙、罗马尼亚、叙利亚、巴勒斯坦、黎巴嫩、加泰罗尼亚、阿尔科伊、阿拉贡、热那亚和里约热内卢等。在英国，圣佐治日同时也是英格蘭地區的国庆日。公元303年的这一天，圣佐治因试图阻止罗马皇帝对基督徒的迫害而殉道。
自1969年以来，圣佐治日被罗马教廷宣布不再必须作为公共假日，但在天主教范围内，圣佐治仍然作为相当重要的圣徒而被纪念。在加泰罗尼亚，圣佐治日为当地第二大的庆祝性公假日。在那一天，根据传统风俗，人们会向爱人送一支玫瑰，向孩子送一本书。由于这一天根据不同历法，恰好也是莎士比亚和塞万提斯逝世的日子，因此这一天后来也被联合国教育科学文化组织（UNESCO）记为世界图书与版权日。
圣佐治同时也是童军活动的重要守護聖者，在英国，很多童军團體在每年最接近圣佐治日的周日举办游行活动，稱為「聖佐治日會操」。

## 格鲁吉亚
格鲁吉亚人稱聖佐治日為Giorgoba，每年11月23日（儒略曆11月10日）舉行慶祝，這一日對格鲁吉亚人來說十分重要，學校和大學都會關門，所有人都会吃格鲁吉亚傳統美食，并且到教堂去庆祝这个节日。